# Hermann Emmrich

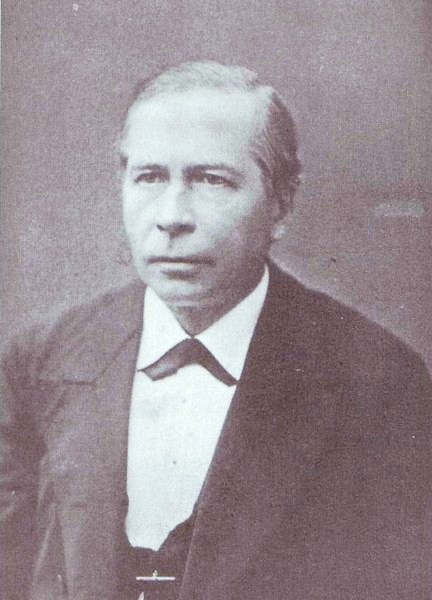
Hermann Friedrich Emmrich

Hermann Friedrich Emmrich (Meiningen, 7 februari 1815 - aldaar, 1879) was een Duits geoloog.
Emmrich studeerde filosofie en gaf les aan het Henfling-Gymnasium te Meiningen.
Hij beschreef in 1839 de trilobietengeslachten Phacops, Odontopleura en Trinucleus, uit het Ordovicium, Siluur en Devoon (Zur naturgeschichte der Trilobiten). Verder publiceerde hij over de geologische geschiedenis van de Alpen (Geologischem Geschichte des Alpes, Jena, 1874).
- Gemeinsame Normdatei: 117500259
- International Standard Name Identifier: 0000 0000 1363 6615
- Nationale Bibliotheek van Tsjechië: xx0281076
- Virtual International Authority File: 27850087
- WorldCat: E39PBJq6VqCpHtrg6j8CkpdvpP